# 医療訴訟
医療訴訟（いりょうそしょう）とは、医療行為の適否や、患者に生じた死亡・後遺障害などの結果と不適切な医療行為との因果関係、さらにそのような結果に伴って発生した損害の有無および額が主要な争点となった民事訴訟のことであり、医事関係訴訟、医療過誤訴訟とも呼ばれる。広義では、業務上過失致死傷罪の罪名のもと、医療行為上の過失の刑事責任が問われる刑事訴訟の場合も含む。

## 各国の状況
鑑定において、アメリカ、イギリスなどの英米法系の法制度では、患者側と医療機関側それぞれの協力医の尋問を行うことで医学的知見を立証するのが原則となっており、日本など大陸法系の法制度が公的な鑑定を原則としているのとは対照的となっている。
先進各国の医療事故補償制度についての概要を表として示す。
|                                                                                                 | 医療事故関連法律                                                  | 実施主体、内容 |  |
| ----------------------------------------------------------------------------------------------- | ----------------------------------------------------------------- | --- |  |
| イタリア                                                                                        | 民事裁判所規則 民法                                               | 民事裁判所。民法第2236条「医師は詐欺、重大な過失以外では損害責任を負わない…」。「裁判官が医療専門家の意見を聞いて損害を評価する」。 |  |
| ドイツ                                                                                          | 裁判外仲介手続規則（1975）                                        | 地方医師団体（各地方で別基準）。医師の責任は不問。                                                                                  |  |
| スイス                                                                                          | 医師責任裁判外仲介手続規則（1982） 義務法（1911, 2006）           | スイス医師連合会（補償基準示さず。当事者による決定）。州仲介局の出番すくなし。裁判所。民法第364条「医師の委託責任…」。              |  |
| イギリス                                                                                        | 病院苦情処理法（1985）、医療訴訟裁判外民事手続規則（1999）        | 当事者同士の示談ができねば裁判。公的医療の場合は医療局仲介人に依頼。民間医療は契約原理に基づく。弁護士の仲介。                      |  |
| スウェーデン                                                                                    | 過失医療事故被害者保障法（1975, 下記法に移管） 患者傷害法（1996） | 政府州機関。無過失でも被害者補償。医療責任と補償権利を分離した最初の国。民間医療も補償。                                            |  |
| デンマーク                                                                                      | 患者保障法（1991） 被害補償法                                     | 患者保障協会（基準認定）。無過失でも保証。過失ある場合は被害補償法による。                                                          |  |
| フランス                                                                                        | 医療過誤医療責任補償法（2002）                                    | ONIAM（政府機関）。保険者団体。裁判所。                                                                                             |  |
| 出所：“Senat, L’indemnisation des victims d’accidents therapeutiques” (2000) などに基づき作成。 |                                                                   | |  |

### アメリカ合衆国
アメリカ合衆国の医療においても、医療過誤訴訟は1970年代より既に深刻な社会問題になっている。賠償責任保険の存在により高をくくったと考えられる裁判所による懲罰的損害賠償を認める判決により、医療過誤における賠償金額はしばしば極端な高額となる。そのため訴訟リスクの高い診療科では、医師が高額の保険料を支払って過誤保険に加入しており、医療費の高騰の原因のひとつとなっている。米国の場合、医療事故に関わる諸費用は10兆円に及ぶといわれており、そのうち患者に渡る金額は18〜40%程度で、過半が弁護士費用などに使われているという報告もある。
- 1975年、カリフォルニア州にて医療過誤訴訟による第1次医療危機発生。医療過誤の賠償支払額が18倍に増加し、多くの保険会社が医師賠償責任 保険から撤退したことにより、医師の保険料が1960年の30倍にも膨れ上がり、医師や病院が医療保険に加入できなくなる事態となった。1975年5月、州北部の麻酔科医がストライキに入ったことをきっかけとし、全米各地にストライキが広がった。カリフォルニア州では、世論は「医療へのアクセスを守る方が重要」との意見を支持し、医療被害補償改革法（MICRA; Medical Injury Compensation Reform Act）により賠償額の上限が定められた。また、弁護士報酬の割合を賠償金額が増えるにつれて漸減するとし、過誤の被害者により多くの賠償金が渡るように配慮された。弁護士団体は猛反対し、医療過誤だけを他の訴訟と区別して特別扱いする法律は違憲と法廷で主張したが、1984年、最終的に州最高裁は合憲との判断を下した。
- 2002年、ネバダ州にて第3次医療危機が出現。保険料高騰により全米2位の医療過誤保険を持つ公的保険会社（セントポール・カンパニーズ）が全面撤退を発表したことによる。年4万ドルだった保険料が年20万ドルを超すなどにより、日本同様、産科医・家庭医の産科廃業、救急医療崩壊などを招き、他州への医師の転出も増加した。州による格安の医療過誤保険の設定や郡による肩代わりなどにより、一時的に危機を凌いでいる。
- 米国の医療危機は現在も継続中である。

そのような状況から、適正な医療が行えなくなるとして、全米のほとんどの州の議会で、製造物責任訴訟および医療過誤訴訟問題解決のための改革である不法行為改革法（Tort reform）を制定させる努力が行われた。これは出訴期限の短縮、損害賠償額の上限設定、損益相殺ルールの採用、裁判前の専門家パネルでの調停の前置などを内容とするもので、医療過誤訴訟の乱発を制限することで医療危機を乗り越えようとするものである。

### フランス
| ONIAM扱い件数 3,553件 | ONIAM(CRCI) 保障   | 17%   |
| ONIAM扱い件数 3,553件 | 保証者補償         | 20%   |
| ONIAM扱い件数 3,553件 | 却下（損害軽微）   | 24%   |
| ONIAM扱い件数 3,553件 | 却下（過失なし）   | 21%   |
| ONIAM扱い件数 3,553件 | 再鑑定要請／その他 | 12%   |
| 裁判所扱い件数        | 裁判所扱い件数     | 191件 |

フランスの医療では、日本と同様に公立病院に対しては行政裁判、私立医療機関に対する訴訟は民事裁判であり、刑事裁判になることは稀である。フランスでもかつて医療紛争件数・賠償額の増加が問題視された。1981年、初のメディカル・コンシリエーター機関が創設され、80年代はADRの動きが活発になった。しかし、1990年代、非加熱血液製剤事故をきっかけとして、医療過誤責任追及の動きが活発になった。
2000年7月10日法では、民事訴訟医療従事者が直接損害を引き起こした場合にのみ立証義務はなく、直接的因果関係を認めない間接的過失の立証責任は患者側にあるとされた。一方、行政訴訟では軽度の過失、推定過失、推定間接的因果関係、結果安全義務、成功機会・チャンスの損失に対して賠償責任を求めることができるとされた。しかし、結果的に公立・私立医療機関での医療事故被害者に対する賠償に不公平をもたらすことにもなった。さらに、裁判制度は被害者にとって費用・時間・労力がかかり、また立証責任を要することにも課題を残した。
このような背景から、2002年、「患者の権利および保健衛生システムの質に関する法律」が制定された。医療機関には事故報告義務が課せられる一方で、被害者に対する無過失補償、鑑定制度の整備が進められ、院内感染や医療製品に起因する事故については無過失主義、一方で医療過誤については患者側の立証責任となっている。またChambre de commerce et d'industrie en France（CRCI、地方医療事故紛争調停・補償委員会）、Office national d'indemnisation des accidents médicaux（ONIAM、国立医療事故補償公社）が設立された。この制度下ではまず患者はCRCIに申し立てをし、CRCIが事故の鑑定・紛争の仲裁を行う。無過失の場合はONIAMに補償勧告を行い、有過失の場合は医師の加入した医療過誤賠償保険会社に勧告が行われ、それぞれから補償額を提示される。特筆すべき長所は窓口の一本化による簡易化と専門家による迅速な処理である。提示額に不満がある場合患者には訴訟を提起する権利が残される。しかしCRCIの意見が無過失の場合、裁判を提起しても過失が認められる可能性は非常に低いので、ほとんどの患者は勧告に応じるという。

### スウェーデン
スウェーデンの医療では1962年にユニバーサルヘルスケア制度の整備を開始したが、医療事故にあった患者がそれを裁判で立証し補償を得ることが非常に困難だったことから、1975年、法律家の提唱によりPatient Compensation Systemという機構が設立された。このシステムはPCI (Patient Insurance) およびMRB (Medical Responsibility Board) の二つの柱から成る。前者は医療側の責任の有無を問わず被害患者に補償金を支払う機構であり、後者は医師医療規範を制御する機能を担っている。患者は損害を蒙ったと考えるとき、簡単な申請書を提出すればよく、医療従事者も申請に協力的であるという。続いてPCIの調整官（医師、弁護士など）によって補償額が決定されるが、患者側が不服を申し立てることができ、ディスカッションが行われる。それでも解決しないときは正式な訴訟となる。実際に訴訟にまで発展するのは年間10例程度であるという。

### ニュージーランド
ニュージーランドの医療では、2002年より政府機関である事故補償公団（ACC）が補償を行っており、財源は政府一般税収である。

## 日本の状況
民事訴訟事件のうち争点もしくは証拠の整理または裁判をするについて医学または医療の専門的知識経験を必要とするものを医療訴訟と呼ぶこともある。ただ、この定義だと医療行為の適否が問題となっていない事件、たとえば、交通事件や労災事件なども含まれることになるため、「医療訴訟」との名称で一般に思い起こされる訴訟類型に必ずしも沿っていない。また、医療に関する訴訟であっても、診療報酬の請求や、病院内部の人事上の問題などを争点とする訴訟は、医療訴訟には含まれない。
1999年の横浜市大病院事件や都立広尾病院事件などで医療訴訟がマスコミで大きく取り上げられるようになり、近年では福島県大野病院産科での医療事故など、医療行為上の過失につき刑事責任を問う刑事訴訟が注目されがちであるが、訴訟事件の大半は損害賠償請求の形をとる民事事件である。ただし、医療行為上の過失が刑事事件として立件される件数も2000年前後の統計で見ると増加しており、それに伴う問題も指摘されている（福島県立大野病院事件、杏林大病院割りばし死事件なども参照）。

### 医療訴訟＜民事＞

#### 医療訴訟を巡る裁判所の動き
医療訴訟の増加に対応するため、2001年4月、東京、大阪の両地方裁判所において、医療訴訟（民事事件）を集中的に取り扱う医療集中部が新たに設けられ、その後、千葉、名古屋、福岡、さいたま、横浜にも順次設置されている。

#### 医療訴訟の一般的な手続
基本的には一般の民事訴訟の手続と同じ流れで進行する。ただ、専門的な知見を要する訴訟類型であるため、鑑定を行う場合が他事件よりも多いこと、患者側が訴訟を提起するに先立ち、カルテ等の改ざんを防止するとともに、カルテ等を自身も入手する目的で証拠保全を行う場合が多いこと、の2点が手続上の主な特徴として挙げられる。

#### 医療訴訟に関する統計（事件数・審理期間）など

##### 件数と審理期間
医療訴訟の事件数は、全国の新受件数（裁判所に新たに訴えが提起された事件数）でみると、平成16年度まで次第に増加して1110件とピークを迎えたが、その後は減少傾向にある。
医療訴訟の平均審理期間（第一審裁判所で、訴えが提起されてから、判決や和解などで事件が終了するまでの期間）は、全国データで平成8年度には37.0か月（3年1か月）であったのが、平成20年度には24.0か月（約2年3か月）となっており、審理期間は短縮されていることが分かる。ただ、一般の民事訴訟の平均審理期間が平成17年度8.4か月であることと比べると長い時間を要する訴訟である。

##### 医療訴訟集中部
一方、東京、大阪などの医療訴訟集中部では、全国データと比べて、明らかな審理期間の短縮が認められる。たとえば、大阪地裁医事事件集中部で平成13年4月1日から平成18 年3月31日までに終了した事件を対象とした調査によると、大阪地裁における医療事件の平均審理期間は14.8か月（約1年3か月）である。もちろん、医療訴訟の審理は、早いか否かがすべてではなく、適切な紛争解決ということを伴ってこそ意味があるわけだが、医療訴訟集中部が一定の成果を上げていることを統計的に裏付けるデータであるとはいえる。
ただ、そのような医療訴訟の集中部でも、鑑定を要する事件だけを取り出すと、依然審理期間は長い。大阪地裁医事事件集中部での上記同調査によると、大阪地裁で鑑定を行った医療事件の平均審理期間は28.1か月（約2年4か月）であり、鑑定を行っていない事件の平均審理期間が13.0か月であることと比べて、約2.2倍かかっていることが分かる。鑑定人選任の仕組みを整えるなど、鑑定制度を改善していくことが、司法界、そして鑑定人を供給する医療界の当面の課題であるといえる。

##### 判決と和解
一般には患者側が医療訴訟で勝訴するのは難しいとの指摘が多い。判決で終了した医療訴訟事件だけを見ると、請求認容判決（一部認容を含む）の割合は3割から4割程度である。通常訴訟の8割強に比べると低い数値だが、通常訴訟の統計データは被告が欠席し、実質的な審理なしに原告勝訴の判決がなされる事件を含んでいる一方、医療訴訟では被告が欠席するということはまずないため、単純な比較は難しい。なお、医療訴訟における平成20年の認容率は26.7%となっている。
民事訴訟では、すべての事件が判決で終了するわけではなく、和解（話し合い）で終了する事件も相当数に上る。医療訴訟の現状では、全医療訴訟事件数の約50%程度が和解で終了している。

#### 医療訴訟における鑑定－その重要性と課題
裁判官は、法律の専門家ではあっても、医療の専門家ではない。そのため、そのような専門性の高い分野が問題となっている訴訟では、医師などを鑑定人として選任し、専門的な意見を聴く必要がたびたび生じる。医療訴訟の実務では、証拠調べを終えてもなお、裁判官のみでは判断を行うことが難しいと判断される場合、当事者の申請に基づいて、鑑定が採用される。従前1名の鑑定人が書面（鑑定書）を通じて意見を述べる方法が一般であったが、近年では複数の鑑定人が共同して鑑定書を作成する方法（共同鑑定）、複数の鑑定人が裁判所や弁護士の面前で議論をしながら意見を述べる方法（カンファレンス鑑定）、1名の鑑定人が口頭で意見を述べる方法（口頭鑑定）などが行われることもある。
一方で、患者側または医療機関側が、自らの訴訟活動に協力してくれる医師（協力医）を見つけた上、その協力医が作成した意見書を証拠として提出し、または、協力医の尋問を申請することもある。このような意見書または尋問は、専門家である医師が当該訴訟に関して意見を述べる証拠であるという点では、鑑定と同様であるが、意見を述べるのが裁判所に選任された者ではないという点に違いがある。裁判所の選任した鑑定人による鑑定（公的鑑定）と区別する趣旨で、私的鑑定と呼ばれることもある。この場合における鑑定費用は民訴法上の訴訟費用に含まれない。
従前は、「医療訴訟において裁判官は、鑑定人の判断に依存しすぎている」との批判があったが、少なくとも東京、大阪などの地方裁判所に設けられた医療訴訟の集中部では、全医療訴訟事件中、鑑定を実施した事件の割合はおおよそ10%程度であり、鑑定人に過度に依存しない形での医療訴訟が実現されている。だが、スピードを重視し、時間のかかる鑑定を行わないが故に、医学的におかしいと思うこともスルーされやすくなっているとも指摘されている。
鑑定の実施割合が減少したとはいえ、専門性の高い訴訟である医療訴訟において、鑑定という手続が重要であることに変わりはない。そして、当該事件に「利害関係がなく」、しかも「適切な専門性」を有する医師を、「早く」選任することが、鑑定という手続の性質上、極めて重要である。裁判所は、「適切な専門性」を有する医師を「早く」選任するための仕組みを作るべく、種々の制度設計、改善などを行っている。その一環として裁判所は医事関係訴訟委員会を作り、各学会の協力の下に適切な鑑定医を選任し、実際の裁判にて活用されている。

#### 医療訴訟における過失の判断基準
一般に医師の過失の有無は、「診療当時の臨床医学の実践における医療水準」に照らして判断される。つまり、過失の有無は、訴訟が行われている時点ではなく、あくまで当該医療行為が行われた時点での医療の水準に照らして判断されるべきであるし、その水準というのも、「学問としての医学水準」ではなく、「臨床における医療水準」のことである。したがって、例えば、平成12年の診療で行われたAという治療方法が、平成18年時の「臨床における医療水準」に照らせば不適切な場合であっても、平成12年時の「臨床における医療水準」から見て適切なものであれば、過失とはされない。
そして、具体的にどの程度の医療水準が医療機関に求められるかは、「当該医療機関の性格、その所在する地域の医療環境の特性等の諸般の事情を考慮すべき」であるとされている。たとえば、大学病院のような高度先端医療機関と、医師1人のみの診療所とでは求められる医療水準は異なる。
医療の現場において広く行われている「医療慣行」は、上記のような「医療水準」と通常は一致する場合が多いとされる。つまり、裁判所が過失の有無を判断するに当たっては、医療の現場が一般にどのような医療を行っているかという「医療慣行」も考慮して「医療水準」を判断しており、裁判所が「医療慣行」を無視した独自の「医療水準」なるものを創設するわけではない。ただ、医療慣行が医療水準を決める上で重要な考慮要素であることは間違いないものの、「医療慣行＝医療水準」でないことも確かであり、医療慣行に沿った医療行為であっても、他の事情などから医療水準を満たした医療行為ではないと判断される場合もある。この限りにおいては、裁判所の判断が診断基準・治療指針を一定程度変更させる可能性もないわけではない。また、医療現場からは、裁判所の判断が、現実には医療現場の「医療慣行」を左右し、「医療水準」に影響を及ぼしているとの指摘もあり（防衛医療）、近年「医療の専門家ではない裁判所が医療水準を作るのは適切でない。」との批判もなされている。
また、医師が患者に対してどの程度の説明をすべきかといういわゆる説明義務違反の問題についても、裁判所の判断が医療実務に大きな影響を与えているといわれており、近年インフォームド・コンセントが広く行われるようになった背景には、説明義務に関する裁判所の厳しい判断もあるとされている。ただ、その一方で、単に訴訟対策のために治療に伴うリスクを形式的に説明する、選択可能な治療方法が複数ある場合に、医師としてどれが最も適切と考えるかの判断を示さず、全面的に患者の選択に委ねてしまうなど、患者と医師との関係として、必ずしも望ましくない現象の発生を懸念する声もある（防衛医療）。

#### 賠償金の支払い
判決または和解などで、医療機関または医師の損害賠償義務が確定した場合、当該医療機関または医師自身が自己負担で支払をするわけではなく、保険会社が保険金として損害賠償の支払いを行うのが通常である。代表的な医師賠償責任保険として、日本医師会による開業医向けの保険、勤務医向けの個人的保険、病院単位の医療機関保険がある。ただし、医療過誤に関する賠償責任は、通常保険金の上限額が1億円とされているが、2007年現在賠償金額の高騰により上限3億円までの保険が登場している（ただし、保険会社によって異なり、全ての医療機関が加入できるとは限らない）。
近年の医療過誤訴訟件数の増加と賠償金の高額化により、医療過誤訴訟保険が危機に瀕している。例えば、2004/6/10のasahi.comニュースによれば、日本医師会の医師賠償責任保険は日本の医師の約4割が加入しているが、03年末で139億円の累積赤字となっている。さらに、賠償額が増大し、通常の保険上限の1億円を超える事故が発生していることが問題となっている。それを超える賠償額の場合には、超過分を自己負担とせざるを得ないためである。そのために、「訴訟が増えて保険料が高騰すれば、米国のような萎縮医療に繋がる」との主張がある。

### 医療訴訟＜刑事＞
数は少ないものの医療事故は刑事問題となり、医師が業務上過失致死罪に問われることがある。通常、患者本人およびその家族による警察への被害届提出により、検察への書類送検および立件となるが、警察が独自の判断で動くこともある。近年大きな社会的影響をもたらした代表的な事件としては、大野病院事件、杏林割箸事件などがある。

#### 医療刑事訴訟の是非についての議論
医療行為の結果が業務上過失致死罪として立件されることに対しては、「甚だ未発達な医学という分野で医師は日常的に避けられない死と直面している」として医療側の反発が存在する。また、医療従事者は立件・処罰を恐れる余り危険を伴った医療行為を敬遠するようになる防衛医療を行なうようになったり、医学の発展を遅らせるという批判もある。医療過誤の捜査を担当する警察・検察には医療の専門家がほとんどいないため、医療のシステムの問題よりも医師のミスを追及しがちで、再発防止には役立たないとする批判も多い。そのような現状から、最近医療事故調査委員会設立に向けた議論が活発化している。

#### 医療刑事訴訟の今後
2009年5月21日から施行された検察審査会法では、遺族側が刑事告訴し検察官が不起訴とした事例でも、検察審査会にて「起訴相当」（11人中8人以上賛成）と二度判断された場合、「起訴議決」として検察に代わって「指定弁護士」により起訴される、という、検察の判断に関わらず「必ず起訴」される仕組みが誕生する。医療事故においては、どうしても検察審査会は一般国民を構成とするため患者側の視点に立ってしまうというため、今後医療に精通していない弁護士が医療の専門家の視点を通さずに起訴に関わる可能性が指摘されている。この問題に関して、弁護士の棚瀬慎治は「福島県立大野病院の例でも分かるように、（刑事訴訟の）数の問題ではなく、1件でも不当な事例があれば、それで医療は崩壊の危機に直面してしまう」との危機感を表明している。
なお、検察審査会の起訴議決制度と同じ日に施行された裁判員制度であるが、東海大学安楽死事件や川崎協同病院事件のような安楽死による殺人罪でない限りは、医療訴訟における刑事訴訟の殆どである業務上過失致死罪は裁判員制度の対象外となるため、裁判員裁判ではなく通常の裁判官のみによる審理・裁判となる。

## 研究

### 医療訴訟は本当に真実と救済をもたらすのか?
標記の疑問に挑んだ有名な歴史的研究としてHarvard Medical Practice Study（HMPS）がある。ハーバード大学の研究者が3万人あまりのカルテについて、医療事故および医療過誤の有無を子細に検討した結果は、全米に衝撃を与えた。
- 3万例中280例に医療過誤が存在したと同定されたが、このうち、実際に医療過誤の損害賠償を請求していたケースはわずか8例のみであった。
- 3万例のうち、過誤による損害賠償を請求した事例は51例あり、その大部分は、HMPSの医師たちが「過誤なし」と判定したケースだった。
- 過誤訴訟の帰結を10年間追跡した結果、事故や過誤はまったく存在しなかったと考えられる事例の約半数で賠償金が支払われている一方で、過誤が明白と思われる事例の約半数でまったく賠償金が支払われていなかった。
- 賠償金額の多寡は医療過誤の有無などとは相関せず、患者の障害の重篤度だけに相関した。

このように「訴訟の勝ち負けは過誤の事実とはまったく関係のないところで決まっている」という研究結果が出ている。だとすれば、訴訟の結果が医療過誤を防止する努力や医療の質の向上をめざす努力を奨励することは期待しえず、むしろ医療者に訴訟に負けない努力を優先させることになる。訴訟は救済制度として機能していないだけでなく、医療過誤の防止という観点からも矛盾だらけの制度と考えられている。

## 訴訟外の紛争解決方法
医療訴訟について、被害者側からは「医師の過失を証明するのは難しく、補償される場合でも時間がかかる」という指摘が出ており、また医療者の側にも「医療過誤を厳しく問われるのは負担が大き過ぎる」という声がある。さらに、上記の研究結果のように、裁判では真実の追及は困難であることから、近年医療紛争を訴訟外で解決しようという機運が高まっている。

### ADR
一般に私人（自然人または法人）の間で何らかの紛争が生じた場合、その紛争解決方法は、当事者同士の「話し合い（示談）」か、「民事訴訟」のいずれかである場合が多い。しかし、近年ではその中間的存在ともいうべき裁判外紛争解決手続（ADR、Alternative Dispute Resolution）の存在が注目を集めている。
ADRの例としては、国際商事・海事紛争などで広く利用されてきた実績のある「仲裁」があげられる。「仲裁」においては、当事者が選任するなどして決められた仲裁人が、裁判官のように最終判断を出し、当事者双方を法的にも拘束する。一方で、第三者による仲介を行いつつも、当該第三者は当事者を法的に拘束するような判断を示す権限はなく、あくまで話し合いによる解決を目指す「あっせん」などのADRもある。
日本の医療紛争においては、医師会内の医事紛争処理委員会が作られており、例えば茨城県の医師会が、平成18年3月、組織外部に、医療に関する紛争を解決する第三者機関「中立処理委員会」を設置するなどの動きがある。しかし、患者側と医療機関側とが話し合いで解決できなかった場合、医療紛争を解決する次の手段としては民事訴訟を提起することが多いというのが、おおむね実情である。

### 医療メディエーション
原告と被告の対立関係を前提とし、より優位に立つため当事者同士の対話が控えられる医療訴訟とは正反対の紛争解決法である。紛争の発生後できるだけ早期に当事者同士の会話を促進することで、納得のいく創造的な合意と関係再構築を支援するため、医療メディエーターという専門技法を有する第三者が、当事者同士の対話に寄り添い、患者側と医療側の対話の橋渡しをする。アメリカ合衆国では、ジョンズ・ホプキンス病院、ピッツバーグ・メディカルセンターなどの一流施設では、初期メディエーションの導入により、医療紛争が大幅に減少しているという。日本でも着実に広がり、その効果が証明されつつある。

### 無過失補償制度
重篤な障害を生じた患者に対して、医療者の過失の有無に関わらず補償できることを目的とした制度である。スウェーデンやフィンランドでは「無過失補償制度」が社会保障制度として確立している。イギリスでは重い障害が起きた事故、フランスでは国立病院での医療事故を対象にこの制度が導入されている。
日本の研究班は、この制度が患者側にも医療従事者にも大きなメリットがあるうえ、導入した国家では医療事故も減少傾向にあると結論づけ、2009年1月に、まず医療事故による訴訟の多発により、医師の就業が敬遠される産科で、特に重度脳性まひを対象にして、日本で初めて導入された。
既存の民事訴訟を中心とした医療被害救済制度では、金銭賠償・原因究明・再発防止のいずれの点においても制度上の限界があり、十分な機能を果たしていない点を鑑み、医療事故全体に無過失補償制度を拡充すべきとの声がある。

### 医療事故調査委員会
患者側にとって、医事紛争における真実の追及は悲願であり続けてきたが、刑事・民事訴訟のいずれも遺族の望む死因究明や紛争解決には限界があることが認識されるようになった。また医療側からも医学・医療に通じない警察・司法の判断を不満に思う声が挙がっており、昨今の医療崩壊の一因となっているという指摘がある。そのような医療裁判の限界を超え、社会制度に対する信頼を取り戻し医療崩壊を防止しよう、との観点から、現在中立的な第三者機関としての医療事故調の可能性について論議されている。